# 道上龍

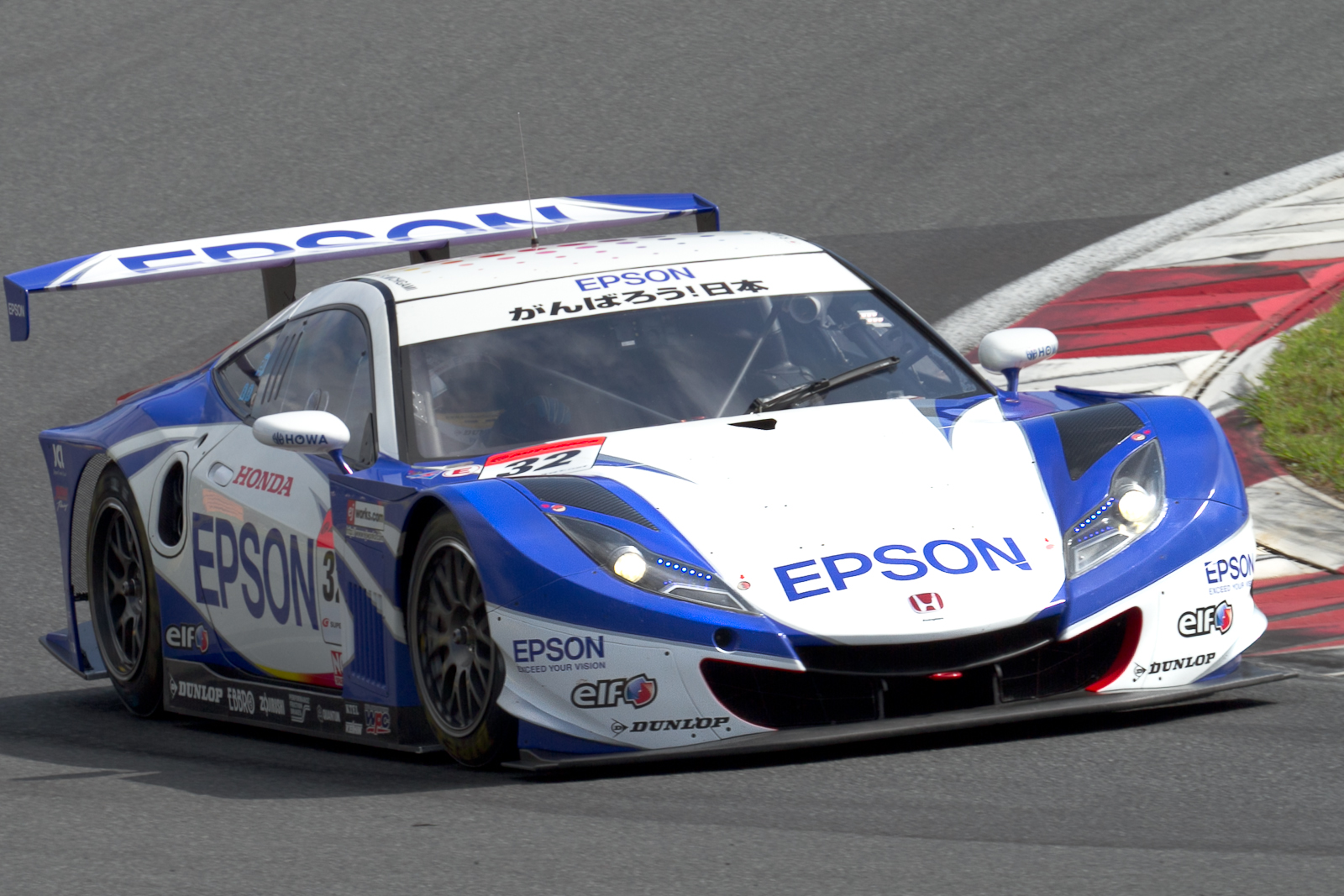
道上龍

道上 龍（みちがみ りょう、1973年3月1日 - ）は、日本のレーシングドライバー。奈良県天理市出身。

## プロフィール
- 身長：168cm
- 体重：58kg
- 血液型：Rh+A型
- 愛車：ホンダ・エリシオン プレステージ、ホンダ・シビックタイプR、ホンダ・アコードハイブリッド、ホンダ・NSXタイプR

実家がカートショップを営み、ショップ創業者である父はフォーミュラカーレースへの参戦経験もある。レースに近しい家庭環境で、幼少時よりカートレースに参戦し、1986年（13歳）西地域ナショナルASクラスチャンピオン、1987年（14歳）西地域ナショナルA2クラスチャンピオン、1989年（16歳）全日本A2クラス参戦と優秀なレーシングセンスを周囲に示すとともに結果も残した。実弟も海外でのカート経験がある。
1991年にフォーミュラ・ミラージュで4輪レースにデビューする。1993年からF4鈴鹿・TIシリーズに参戦しチャンピオンを獲得すると、同年10月のF1日本グランプリサポートレース「F3スーパーカップ」でフナキレーシングのボウマン・BC2に乗る機会を得て、非選手権ではあるがF3レースを体験する。
1994年、ナウ・モータースポーツに加入して全日本F3選手権にステップアップ。開幕戦・鈴鹿でポールポジションからF3初優勝を達成し、道上の名前を一躍有名にした。その後は、N1耐久シリーズ（現 スーパー耐久シリーズ）や全日本ツーリングカー選手権（JTCC）等に活躍の場を拡げた。特に1996年には、ホンダのツーリングカー開発のためのテストドライバーを務めることになり、一気に才能が開花し、ホンダ陣営の中心ドライバーとして育って行くことになった。
1998年からは、国内最高峰カテゴリーであるフォーミュラ・ニッポンや全日本GT選手権（JGTC）に参戦の舞台を移し、2000年に全日本GT選手権のGT500クラスでシーズン未勝利ながらシリーズ・チャンピオンを獲得し、名実ともにホンダのエースドライバーとなった。
順調にキャリアを重ねていた矢先の2002年、フォーミュラ・ニッポン第2戦（富士）で大クラッシュし、腰椎を骨折するなどの大怪我を負った。しかし必死のリハビリの結果、驚異的な速さで回復。JGTCにはシーズン後半から復帰し、優勝している。またこの時のクラッシュによりHANSの有効性を身を持って体験したことから、日本のモータースポーツ界におけるHANSの普及にも積極的に取り組み、道上の呼びかけで多くのドライバーがHANSを装着するようになった。
2005年は、SUPER GT･GT500クラスに専念しTAKATA童夢NSXのドライバーとして小暮卓史とコンビを組むが未勝利に終わった。翌2006年は、第2戦（岡山）で優勝するなどNSX使いの本領を発揮しシリーズ3位と健闘した。またこの年は、フォーミュラ・ニッポンへの復帰を果たすもノーポイントに終わっている。2007年は、SUPER GTに引き続きTAKATA童夢NSXで参戦し、シーズン序盤にトラブルやアクシデントに見回れ成績が振るわず、第7戦（もてぎ）で優勝したもののシリーズ4位に終わっている。2008年は、ライバルの台頭もありシーズン序盤は波に乗れずにいたが、第5戦（菅生）で優勝しシリーズランキングトップに躍り出るも、その後ハンディウェイトに苦しみ、結局シリーズ6位に終わった。2009年は、開幕戦（岡山）で2位、第5戦（菅生）で3位で表彰台に上がるも、それ以上の結果が出せず、前年同様のシリーズ6位に終わった。
開幕戦でGT参戦通算100戦目を迎えた2010年は、心機一転ナカジマレーシングに移籍して、ダンロップタイヤの開発も担った。
なお、ホンダではマシン開発を行うなどエース的存在だが、フォーミュラ・ニッポンでは未勝利である。しかし、伊藤大輔や小暮の台頭により（伊藤は2008年にトヨタ陣営に移籍）、存在感が薄れている。また、2004年及び2005年には、以前からの念願であったル・マン24時間レースへの参戦を果たしている。
2014年はSUPER GTのシートを失い、TEAM 無限のエグゼクティブアドバイザー兼第3ドライバーとしてチームに帯同していたが、7月に新たに自らのチーム「DRAGO CORSE（ドラゴコルセ）」を設立。ホンダの協力を得て、伊沢拓也をドライバーとしてスーパーフォーミュラに参戦することになった。
また、ニコニコ生放送の番組『脇阪寿一の言いたい放題』の企画でグランツーリスモ6をプレイした際に、脇阪寿一や本山哲らがドライブするコンセプトカーに非力なトゥデイで果敢に勝負を仕掛けたことから“トゥデイ道上”の異名を得た。ニュルブルクリンクでホーンを鳴らしながらトゥデイで攻める姿は“龍”そのものであった。
2016年、世界ツーリングカー選手権（WTCC）第9戦日本ラウンドでホンダからスポット参戦。3年ぶりのレース復帰となる。2017年は「Honda Racing Team J.A.S.」よりWTCCにフル参戦する。日本人のWTCCフル参戦は2011年の谷口行規以来。
2018年からは、SUPER GT GT300クラスにModulo KENWOOD NSX GT3のドライバーとして参戦している。

## レース戦績
- 1986年 - カートナショナルASクラス（シリーズチャンピオン）
- 1987年 - カートナショナルA2クラス（シリーズチャンピオン）
- 1988年 - カートナショナルA2クラス（シリーズ2位）
- 1990年 - 全日本カート選手権A2クラス（シリーズ11位）
- 1990年 - 全日本カート選手権FAクラス
- 1991年 - フォーミュラ・ミラージュ（#99 RYO-VD90）
- 1992年
  - フォーミュラ・ミラージュ（#99 NPSM ミラージュ）
  - シビック西日本・東日本シリーズ（#20 レーシングスパルコシビック／シビック EG6）
  - SWC鈴鹿1000km・シビックレース（#80 TOKICO CIVIC／シビック EG6）（決勝7位）
  - 第9回SUGO 500km耐久レース（#80 TOKICO CIVIC／シビック EG6）（決勝23位）
- 1993年
  - F4選手権・鈴鹿／TIシリーズ（#27 トレンタ クワトロ936／WEST936 SR18）（シリーズチャンピオン・8勝）
  - FUJI TELEVISON 日本グランプリ F3 SUPER CUP（#27 狭山観光フナキレーシング／ボウマンBC-2Y MF204）（予選10位・決勝13位）
  - N1耐久シリーズ（#80 SPARCO CIVIC／シビック EG6）
  - インターナショナル鈴鹿1000kmレース（#80 SPARCO CIVIC／シビック EG6）（総合16位）
  - 鈴鹿300km&FJトーナメント・シビックレース（#20 SPARCO CIVIC／シビック EG6）（優勝）
  - ミリオンカードカップレース ラウンド1鈴鹿・シビックレース（#19 SPARCO CIVIC／シビック EG6）（決勝11位）
- 1994年
  - 全日本F3選手権（NOW MOTOR SPORTS #33 TOM'sダラーラF394／ダラーラF394 3S-G）（シリーズ5位・1勝）
  - F3マカオGP（NOW MOTOR SPORTS #28／ダラーラF394 3S-G）（決勝DNF）
  - N1耐久シリーズ（#74 SPARCO CIVIC／シビック EG6）
  - インターナショナル鈴鹿500kmレース（#74 SPARCO CIVIC／シビック EG6）（総合10位）
  - 第1回NICOS CUP 十勝24時間レース（#73 SPARCO CIVIC／シビック EG6）（総合17位）
  - JAFトロフィー インターナショナル ポッカ1000km耐久レース（#75 ADVANサムライシビック／シビック EG6）（総合24位）
  - 第11回SUGO 300km耐久レース（#74 ADVANトラストシビック／シビック EG6）（総合32位）
- 1995年
  - 全日本F3選手権（NOW MOTOR SPORTS #33 ダイイチF395 TOM'S／ダラーラF395 3S-G）（シリーズ4位）
  - F3マカオGP（決勝20位）
  - 全日本GT選手権・GT1クラス＜Rd.4以降＞（チーム国光 #99 KANEKO PORSCHE／911 964A M64）（シリーズ25位）
  - 第2回NICOS CUP 十勝24時間レース（#73 Castrol CIVIC／シビック EG6）（総合13位）
  - ソーラーカーレース鈴鹿95'（#94 PIYO Chan 1gcu）（決勝2位）
  - SUGO爆走500km N1耐久レース（#16 カストロール無限インテグラR／インテグラタイプR DC2）（総合7位）
- 1996年
  - N1耐久シリーズ（#73 カストロール アスティRS／ミラージュRS CJ4A）
  - 全日本ツーリングカー選手権＜Rd.13&14 スポット参戦＞（無限ホンダ #33 Castrol無限ACCORD／アコード CD6）
  - 第3回NICOS CUP 十勝24時間レース（#73 カストロール アスティRS／ミラージュRS CJ4A）（総合22位）
  - POKKAインターナショナル1000km耐久レース（チーム国光 #100 RAYBRIG NSX／NSX NA1 RX-306E5）（決勝DNF）
  - COSMO OIL SOLAR CAR RACE SUZUKA96'（#83 RT'PIYO PIYO'）（決勝7位）
- 1997年
  - 全日本ツーリングカー選手権（MOONCRAFT #14 ジャックスMC アコード／アコード CD6）（シリーズ5位）
  - 全日本選手権フォーミュラ・ニッポン＜Rd.10 スポット参戦＞（SUPER AGURI RACING TEAM #56 FUNAI SUPERAGURI／レイナード 97D MF308）（決勝DNF）
- 1998年
  - 全日本選手権フォーミュラ・ニッポン（MOONCRAFT #14 JACCS MOONCRAFT／レイナード 96D MF308）（シリーズ9位）
  - 全日本GT選手権・GT500クラス（Castrol無限 #16 Castrol無限NSX／NSX NA2 C32B）（シリーズ4位・2勝）
  - 98' FIA Grand Touring Chanpionsip Round6 SUZUKA 1000km（Team Kunimitsu Moon Craft #100 RAYBRIG NSX／NSX NA2 C32B）（決勝DNF）
- 1999年
  - 全日本選手権フォーミュラ・ニッポン（MOONCRAFT #14 SPEEDMASTER MOONCRAFT／ローラ B99-51 MF308）（シリーズ10位）
  - 全日本GT選手権・GT500クラス（無限×童夢プロジェクト #16 Castrol無限NSX／NSX NA2 C32B）（シリーズ9位）
  - 鈴鹿1000km・GT500クラス（無限×童夢プロジェクト #16 Castrol無限NSX／NSX NA2 C32B）（総合優勝）
- 2000年
  - 全日本選手権フォーミュラ・ニッポン（#68 DoCoMo DANDELION／レイナード 2KL MF308）
  - 全日本GT選手権・GT500クラス（無限×童夢プロジェクト #16 Castrol無限NSX／NSX NA2 C32B）（シリーズチャンピオン）
  - 第29回インターナショナルPokka1000km・GT500クラス（無限×童夢プロジェクト #16 Castrol無限NSX／NSX NA2 C32B）（決勝DNF）
- 2001年
  - 全日本選手権フォーミュラ・ニッポン＜Rd.1欠場＞（MOONCRAFT #14 MOONCRAFT レイナード99L MF308）（シリーズ6位）
  - 全日本GT選手権・GT500クラス（無限×童夢プロジェクト #1 ロックタイト無限NSX／NSX NA2 C32B）（シリーズ3位・1勝）
  - 第8回十勝24時間レース（#16 BEAMS INTEGRA／インテグラタイプR DC5）（総合4位・クラス優勝）
  - 2001鈴鹿クラブマンレースRound3・Endurance Stage・フォーミュラ・ドリームレース（MOONCRAFT #20 MOONCRAFT FD／FD99 MF224）（決勝DNF）
  - 第30回インターナショナルPokka1000km・GT500クラス（無限×童夢プロジェクト #1 ロックタイト無限NSX／NSX NA2 C32B）（決勝2位）
  - マツダ ロードスターフェスタ イン 筑波（#5 ロードスター）（決勝2位）
- 2002年
  - 全日本選手権フォーミュラ・ニッポン＜Rd.2～4を欠場＞（Team 5ZIGEN #6 5ZIGEN／レイナード01L MF308）（シリーズ6位）
  - 全日本GT選手権・GT500クラス＜Rd.1～4を欠場＞（無限×童夢プロジェクト #16 無限NSX／NSX NA2 C32B）（シリーズ18位・1勝）
  - 第31回インターナショナルPokka1000km・GT500クラス（無限×童夢プロジェクト #16 Castrol無限NSX／NSX NA2 C32B）（決勝2位）
  - スーパー耐久･グループNプラス＜Rd.6～8に参戦＞（Team 5ZIGEN #5 5ZIGEN INTEGRA／インテグラタイプR DC5）
- 2003年
  - 全日本選手権フォーミュラ・ニッポン（Team 5ZIGEN #5 5ZIGEN／ローラB351 MF308）（シリーズ9位）
  - 全日本GT選手権・GT500クラス（童夢レーシングチーム #18 TAKATA童夢NSX／NSX NA2 C32B）（シリーズ7位・1勝）
  - スーパー耐久･グループNプラス（Team 5ZIGEN #5 5ZIGEN INTEGRA／インテグラタイプR DC5）（シリーズ4位・1勝）
  - 第10回十勝24時間レース（Team 5ZIGEN #5 5ZIGEN INTEGRA／インテグラタイプR DC5）（総合10位・クラス優勝）
  - 第32回インターナショナルPokka1000km・GT500クラス（童夢レーシングチーム #18 Regain童夢NSX／NSX NA2 C32B）（総合優勝）
- 2004年
  - 全日本選手権フォーミュラ・ニッポン（KONDO RACING #3 Yellow Hat KONDO／ローラB351 MF308）（シリーズ10位）
  - 全日本GT選手権・GT500クラス（童夢レーシングチーム #18 TAKATA童夢NSX／NSX NA2 C30A）（シリーズ14位）　
  - 第33回インターナショナルPokka1000km・GT500クラス（童夢レーシングチーム #18 TAKATA童夢NSX／NSX NA2 C30A）（総合優勝）
  - ル・マン24時間レース・LMP1クラス（ADVAN KONDO RACING #9 童夢･無限／童夢S101）
- 2005年
  - SUPER GT・GT500クラス（Team Honda Racing #18 TAKATA童夢NSX／NSX NA2 C32B）（シリーズ10位）
  - 第34回インターナショナルPokka1000km・GT500クラス（Team Honda Racing #18 TAKATA童夢NSX／NSX NA2 C32B）（総合2位）
  - ル・マン24時間レース・LMP1クラス（Jim Gainer童夢／童夢S101-Hb）（総合7位）
- 2006年
  - 全日本選手権フォーミュラ・ニッポン（Team 5ZIGEN #5 TEAM RECKLESS 5ZIGEN／FN06 HF386E）
  - SUPER GT・GT500クラス（Team Honda Racing #18 TAKATA童夢NSX／NSX NA2 C32B）（シリーズ3位・1勝）
- 2007年 - SUPER GT・GT500クラス（DOME RACING TEAM #18 TAKATA童夢NSX／NSX NA2 C32B）（シリーズ4位・1勝）
- 2008年 - SUPER GT・GT500クラス（童夢レーシングチーム #18 TAKATA童夢NSX／NSX NA2 C32B）（シリーズ6位・1勝）
- 2009年 - SUPER GT・GT500クラス（TEAM YOSHIKI & 童夢 PROJECT #18 ROCK ST☆R 童夢 NSX／NSX NA2 C32B）（シリーズ6位）
- 2010年 - SUPER GT・GT500クラス（NAKAJIMA RACING #32 EPSON HSV-010／HSV-010 HR10EG）（シリーズ14位）
- 2011年 - SUPER GT・GT500クラス（NAKAJIMA RACING #32 EPSON HSV-010／HSV-010 HR10EG）（シリーズ12位）
- 2012年 - SUPER GT・GT500クラス（NAKAJIMA RACING #32 EPSON HSV-010／HSV-010 HR10EG）（シリーズ14位）
- 2013年 - SUPER GT・GT500クラス（NAKAJIMA RACING #32 EPSON HSV-010／HSV-010 HR10EG）（シリーズ15位）
- 2014年 - SUPER GT・GT300クラス＜Rd.17,18に参戦＞（TEAM 無限 #0 MUGEN CR-Z GT／CR-Z ZF2 J35A）
- 2016年 - 世界ツーリングカー選手権＜Rd.6に参戦＞（Honda Racing Team JAS #34）
- 2017年 - 世界ツーリングカー選手権（Honda Racing Team JAS #34）（シリーズ14位）
- 2018年 - SUPER GT・GT300クラス（Modulo Drago CORSE #34 Modulo KENWOOD NSX GT3／NSX NC1 JNC）（シリーズ14位）
- 2019年 - SUPER GT・GT300クラス（Modulo Drago CORSE #34 Modulo KENWOOD NSX GT3／NSX NC1 JNC）（シリーズ17位）
- 2020年 - SUPER GT・GT300クラス（Modulo Drago CORSE #34 Modulo KENWOOD NSX GT3／NSX NC1 JNC）（シリーズ21位）
- 2021年 - SUPER GT・GT300クラス（Yogibo Drago CORSE #34 Yogibo NSX GT3／NSX NC1 JNC）（シリーズ23位）

### 主な記録
全日本GT選手権/SUPER GT（GT500クラス）
- ドライバーズチャンピオン・1回（2000年）
- 優勝 8回

### 全日本フォーミュラ3選手権
| 年     | チーム                   | シャシー       | エンジン     | 1     | 2     | 3     | 4     | 5       | 6     | 7     | 8     | 9     | 10    | 順位 | ポイント |
| ------ | ------------------------ | -------------- | ------------ | ----- | ----- | ----- | ----- | ------- | ----- | ----- | ----- | ----- | ----- | ---- | -------- |
| 1994年 | Daiichi NOW MOTOR SPORTS | ダラーラ・F394 | トヨタ・3S-G | SUZ 1 | FSW 7 | TSU 9 | SUZ 3 | SEN Ret | TOK 5 | MIN 7 | TAI 9 | SUG 9 | SUZ 3 | 5位  | 19       |
| 1995年 | Daiichi NOW MOTOR SPORTS | ダラーラ・F395 | トヨタ・3S-G | SUZ 3 | FSW C | TSU 3 | MIN 4 | SUZ Ret | TAI 3 | SUG 3 | FSW 5 | SUZ 4 | SEN 4 | 4位  | 25 (27)  |

- 太字はポールポジション、斜字はファステストラップ。(key)

### 全日本GT選手権/SUPER GT
| 年     | チーム                      | 使用車両           | クラス | 1       | 2       | 3       | 4       | 5       | 6       | 7       | 8      | 9      | 順位 | ポイント |
| ------ | --------------------------- | ------------------ | ------ | ------- | ------- | ------- | ------- | ------- | ------- | ------- | ------ | ------ | ---- | -------- |
| 1995年 | チーム国光                  | ポルシェ・911 GT2  | GT1    | SUZ     | FSW     | SEN     | FSW 14  | SUG 12  | MIN 8   |         |        |        | 25位 | 3        |
| 1998年 | 無限×童夢 プロジェクト      | ホンダ・NSX        | GT500  | SUZ Ret | FSW C   | SEN Ret | FSW 5   | TRM 1   | MIN 11  | SUG 1   |        |        | 4位  | 48       |
| 1999年 | 無限×童夢 プロジェクト      | ホンダ・NSX        | GT500  | SUZ 14  | FSW 12  | SUG 3   | MIN 3   | FSW 9   | TAI 16  | TRM 4   |        |        | 10位 | 36       |
| 2000年 | 無限×童夢 プロジェクト      | ホンダ・NSX        | GT500  | TRM 2   | FSW 8   | SUG 2   | FSW 10  | TAI 2   | MIN 4   | SUZ 2   |        |        | 1位  | 74       |
| 2001年 | 無限×童夢 プロジェクト      | ホンダ・NSX        | GT500  | TAI 1   | FSW 8   | SUG 4   | FSW 5   | TRM 12  | SUZ 2   | MIN 12  |        |        | 3位  | 56       |
| 2002年 | 無限×童夢 プロジェクト      | ホンダ・NSX        | GT500  | TAI     | FSW     | SUG     | SEP     | FSW 11  | TRM 16  | MIN 1   | SUZ 10 |        | 18位 | 24       |
| 2003年 | 童夢レーシングチーム        | ホンダ・NSX        | GT500  | TAI 3   | FSW Ret | SUG 7   | FSW 8   | FSW 1   | TRM 14  | AUT Ret | SUZ 2  |        | 7位  | 55       |
| 2004年 | 童夢レーシングチーム        | ホンダ・NSX        | GT500  | TAI 12  | SUG 12  | SEP 8   | TOK 8   | TRM 15  | AUT 14  | SUZ 12  |        |        | 14位 | 6        |
| 2005年 | Team Honda Racing           | ホンダ・NSX        | GT500  | OKA 7   | FSW 13  | SEP 7   | SUG Ret | TRM 2   | FSW 11  | AUT 5   | SUZ 6  |        | 10位 | 37       |
| 2006年 | Team Honda Racing           | ホンダ・NSX        | GT500  | SUZ 4   | OKA 1   | FSW Ret | SEP 6   | SUG Ret | SUZ Ret | TRM 5   | AUT 2  | FSW 7  | 3位  | 76       |
| 2007年 | DOME RACING TEAM            | ホンダ・NSX        | GT500  | SUZ 13  | OKA 7   | FSW 11  | SEP Ret | SUG 2   | SUZ 12  | TRM 1   | AUT 5  | FSW 10 | 4位  | 63       |
| 2008年 | DOME RACING TEAM            | ホンダ・NSX        | GT500  | SUZ 7   | OKA 12  | FSW 3   | SEP 3   | SUG 1   | SUZ 12  | TRM 8   | AUT 7  | FSW 14 | 6位  | 60       |
| 2009年 | TEAM YOSHIKI & 童夢 PROJECT | ホンダ・NSX        | GT500  | OKA 2   | SUZ 5   | FSW 13  | SEP 12  | SUG 3   | SUZ 4   | FSW 8   | AUT 5  | TRM 10 | 6位  | 50       |
| 2010年 | EPSON NAKAJIMA RACING       | ホンダ・HSV-010 GT | GT500  | SUZ 10  | OKA 11  | FSW 9   | SEP Ret | SUG 11  | SUZ 7   | FSW C   | TRM 9  |        | 14位 | 9        |
| 2011年 | EPSON NAKAJIMA RACING       | ホンダ・HSV-010 GT | GT500  | OKA 10  | FSW 15  | SEP 12  | SUG 3   | SUZ 13  | FSW 12  | AUT 8   | TRM 5  |        | 12位 | 21       |
| 2012年 | EPSON NAKAJIMA RACING       | ホンダ・HSV-010 GT | GT500  | OKA Ret | FSW 11  | SEP 11  | SUG 11  | SUZ Ret | FSW 14  | AUT 2   | TRM 3  |        | 14位 | 26       |
| 2013年 | EPSON NAKAJIMA RACING       | ホンダ・HSV-010 GT | GT500  | OKA 11  | FSW 13  | SEP 12  | SUG 8   | SUZ 13  | FSW Ret | AUT 10  | TRM 11 |        | 15位 | 4        |
| 2014年 | TEAM 無限                   | ホンダ・CR-Z       | GT300  | OKA     | FSW     | AUT     | SUG     | FSW     | SUZ 8   | CHA     | TRM    |        | NC   | 0        |
| 2018年 | Modulo Drago CORSE          | ホンダ・NSX GT3    | GT300  | OKA Ret | FSW 8   | SUZ 26  | CHA 9   | FSW DNR | SUG 4   | AUT 3   | TRM 14 |        | 14位 | 24       |
| 2019年 | Modulo Drago CORSE          | ホンダ・NSX GT3    | GT300  | OKA 9   | FSW 26  | SUZ 7   | CHA 10  | FSW 3   | AUT 11  | SUG 13  | TRM 29 |        | 17位 | 19       |
| 2020年 | Modulo Drago CORSE          | ホンダ・NSX GT3    | GT300  | FSW 8   | FSW 7   | SUZ 19  | TRM 10  | FSW 13  | SUZ 27  | TRM 14  | FSW 17 |        | 21位 | 8        |
| 2021年 | Yogibo Drago CORSE          | ホンダ・NSX GT3    | GT300  | OKA 16  | FSW 19  | SUZ 13  | TRM 17  | SUG 6   | AUT 22  | TRM 12  | FSW 11 |        | 23位 | 5        |

- 太字はポールポジション、斜字はファステストラップ。(key)
- * : 今シーズンの順位。（現時点）

### 全日本ツーリングカー選手権
| 年     | チーム     | 使用車両         | 1      | 2      | 3      | 4      | 5        | 6        | 7      | 8      | 9      | 10     | 11      | 12     | 13       | 14       | 15     | 16      | 順位 | ポイント |
| ------ | ---------- | ---------------- | ------ | ------ | ------ | ------ | -------- | -------- | ------ | ------ | ------ | ------ | ------- | ------ | -------- | -------- | ------ | ------- | ---- | -------- |
| 1996年 | TEAM 無限  | ホンダ・アコード | FSW1   | FSW2   | SUG1   | SUG2   | SUZ1     | SUZ2     | MIN1   | MIN2   | SEN1   | SEN2   | TOK1    | TOK2   | FSW1 Ret | FSW2 DNS |        |         | NC   | 0        |
| 1997年 | MOON CRAFT | ホンダ・アコード | FSW1 C | FSW2 C | TAI1 3 | TAI2 3 | SUG1 Ret | SUG2 Ret | SUZ1 5 | SUZ2 4 | MIN1 2 | MIN2 2 | SEN1 13 | SEN2 2 | TOK1 5   | TOK2 3   | FSW1 5 | FSW2 12 | 5位  | 88       |

- 太字はポールポジション、斜字はファステストラップ。(key)

### フォーミュラ・ニッポン
| 年     | チーム                       | 1       | 2       | 3       | 4       | 5       | 6       | 7       | 8       | 9       | 10      | 順位 | ポイント |
| ------ | ---------------------------- | ------- | ------- | ------- | ------- | ------- | ------- | ------- | ------- | ------- | ------- | ---- | -------- |
| 1997年 | FUNAI SUPER AGURI            | SUZ     | MIN     | FSW     | SUZ     | SUG     | FSW     | MIN     | TRM     | FSW     | SUZ Ret | NC   | 0        |
| 1998年 | JACCS MOONCRAFT M.S.P        | SUZ 7   | MIN 3   | FSW 4   | TRM 9   | SUZ Ret | SUG Ret | FSW     | MIN Ret | FSW Ret | SUZ 3   | 9位  | 11       |
| 1999年 | SPEEDMASTER MOONCRAFT        | SUZ 6   | TRM 8   | MIN 7   | FSW 8   | SUZ Ret | SUG Ret | FSW 7   | MIN Ret | TRM 2   | SUZ 5   | 10位 | 9        |
| 2000年 | DoCoMo TEAM DANDELION RACING | SUZ Ret | TRM 13  | MIN Ret | FSW Ret | SUZ 10  | SUG Ret | TRM 8   | FSW 7   | MIN 9   | SUZ Ret | NC   | 0        |
| 2001年 | MOONCRAFT                    | SUZ     | TRM Ret | MIN 10  | FSW 3   | SUZ 2   | SUG 3   | FSW Ret | MIN Ret | TRM 3   | SUZ 3   | 6位  | 22       |
| 2002年 | TEAM 5ZIGEN                  | SUZ 4   | FSW DNS | MIN     | SUZ     | TRM 4   | SUG 3   | FSW 4   | MIN 3   | TRM 12  | SUZ 11  | 6位  | 11       |
| 2003年 | TEAM 5ZIGEN                  | SUZ 16  | FSW 3   | MIN 4   | TRM 5   | SUZ 4   | SUG Ret | FSW Ret | MIN Ret | TRM 13  | SUZ 6   | 9位  | 13       |
| 2004年 | Yellow Hat KONDO Racing Team | SUZ 3   | SUG 5   | TRM 6   | SUZ Ret | SUG Ret | MIN 11  | SEP 8   | TRM 10  | SUZ 13  |         | 10位 | 7        |
| 2006年 | TEAM 5ZIGEN                  | FSW 20  | SUZ 18  | TRM 7   | SUZ Ret | AUT 11  | FSW 15  | SUG 12  | TRM Ret | SUZ 11  |         | NC   | 0        |

- 太字はポールポジション、斜字はファステストラップ。(key)

### 世界ツーリングカー選手権
| 年     | チーム                      | 使用車両              | 1        | 2       | 3        | 4        | 5       | 6       | 7       | 8        | 9        | 10      | 11      | 12      | 13       | 14       | 15      | 16       | 17      | 18      | 19      | 20      | 21   | 22   | 順位 | ポイント |
| ------ | --------------------------- | --------------------- | -------- | ------- | -------- | -------- | ------- | ------- | ------- | -------- | -------- | ------- | ------- | ------- | -------- | -------- | ------- | -------- | ------- | ------- | ------- | ------- | ---- | ---- | ---- | -------- |
| 2016年 | ホンダ レーシングチーム JAS | ホンダ・シビック WTCC | FRA1     | FRA2    | SVK1     | SVK2     | HUN1    | HUN2    | MAR1    | MAR2     | GER1     | GER2    | RUS1    | RUS2    | PRT1     | PRT2     | ARG1    | ARG2     | JPN1 11 | JPN2 17 | CHN1    | CHN2    | QAT1 | QAT2 | NC   | 0        |
| 2017年 | ホンダ レーシングチーム JAS | ホンダ・シビック WTCC | MAR1 Ret | MAR2 10 | ITA1 Ret | ITA2 Ret | HUN1 11 | HUN2 13 | GER1 11 | GER2 Ret | PRT1 Ret | PRT2 13 | ARG1 10 | ARG2 11 | CHN1 DSQ | CHN2 DSQ | JPN1 10 | JPN2 Ret | MAC1 3  | MAC2 15 | QAT1 14 | QAT2 10 |      |      | 14位 | 20       |

- 太字はポールポジション、斜字はファステストラップ。(key)

### ル・マン24時間レース
| 年     | チーム                             | コ・ドライバー  | 使用車両          | クラス | 周回 | 総合順位 | クラス順位 |
| ------ | ---------------------------------- | --------------- | ----------------- | ------ | ---- | -------- | ---------- |
| 2004年 | KONDO Racing                       | 加藤寛規 福田良 | 童夢・S101-無限   | LMP1   | 206  | DNF      | DNF        |
| 2005年 | ジム・ゲイナー・インターナショナル | 荒聖治 金石勝智 | 童夢・S101Hb-無限 | LMP1   | 193  | DNF      | DNF        |

## エピソード
- 脇阪寿一とは同学年・同郷で、父親同士の仲が良く、本人同士も幼いころから親交があった。道上が脇阪をカートに誘い、レースの世界へ導いたという。
- SUPER GTのテストで仙台に向かうために新幹線に乗り込んだが、指定された座席に野村沙知代が座席を勘違いして座っていたという。しかも、なかなか移動してもらえなかったらしい。
- カート時代は、西の道上、東の本山哲、中部の高木虎之介で新星トリオと言われていた。